# جبال أناميتي

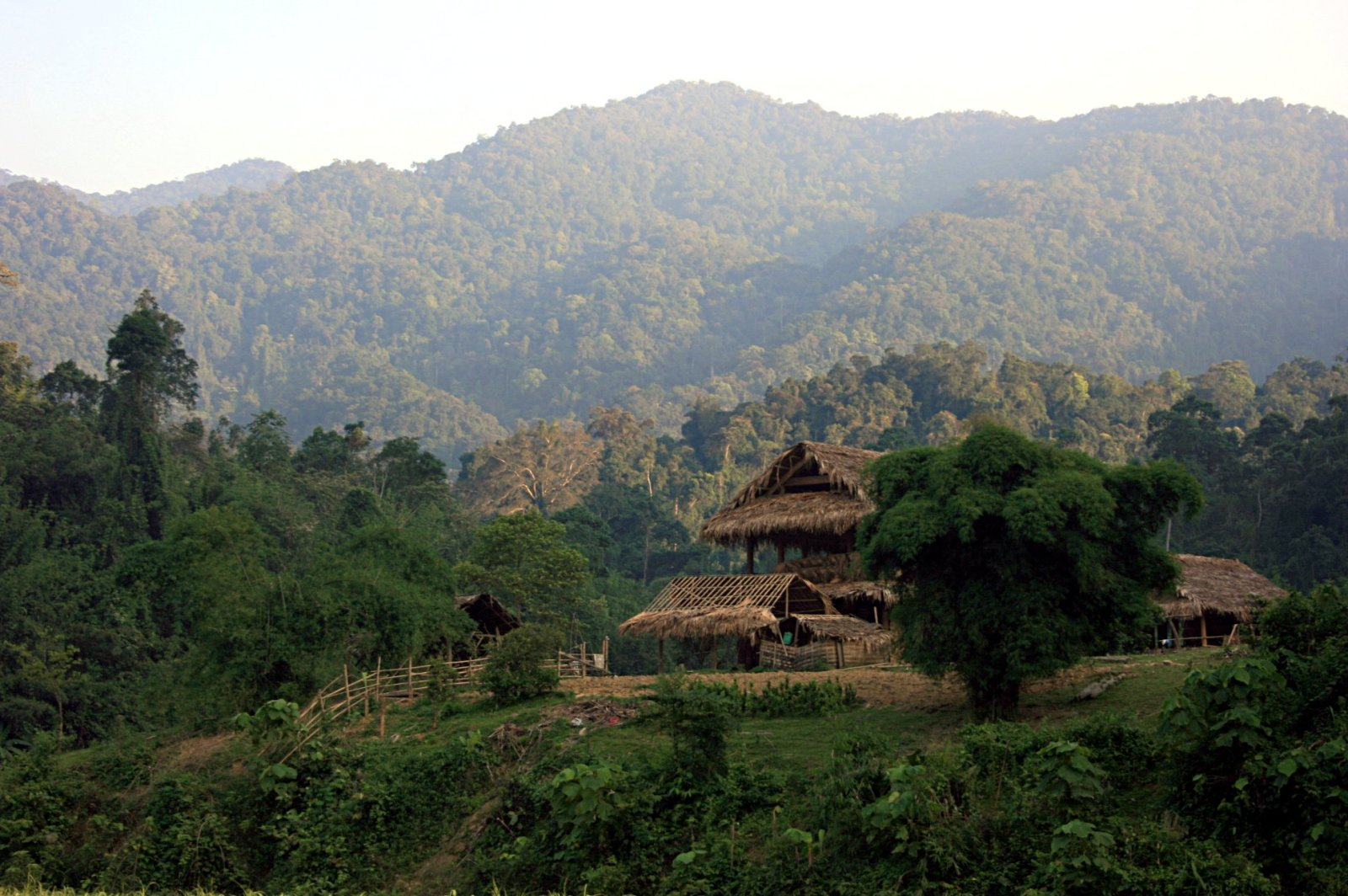
سلسلة جبال أناميتي في فيتنام.

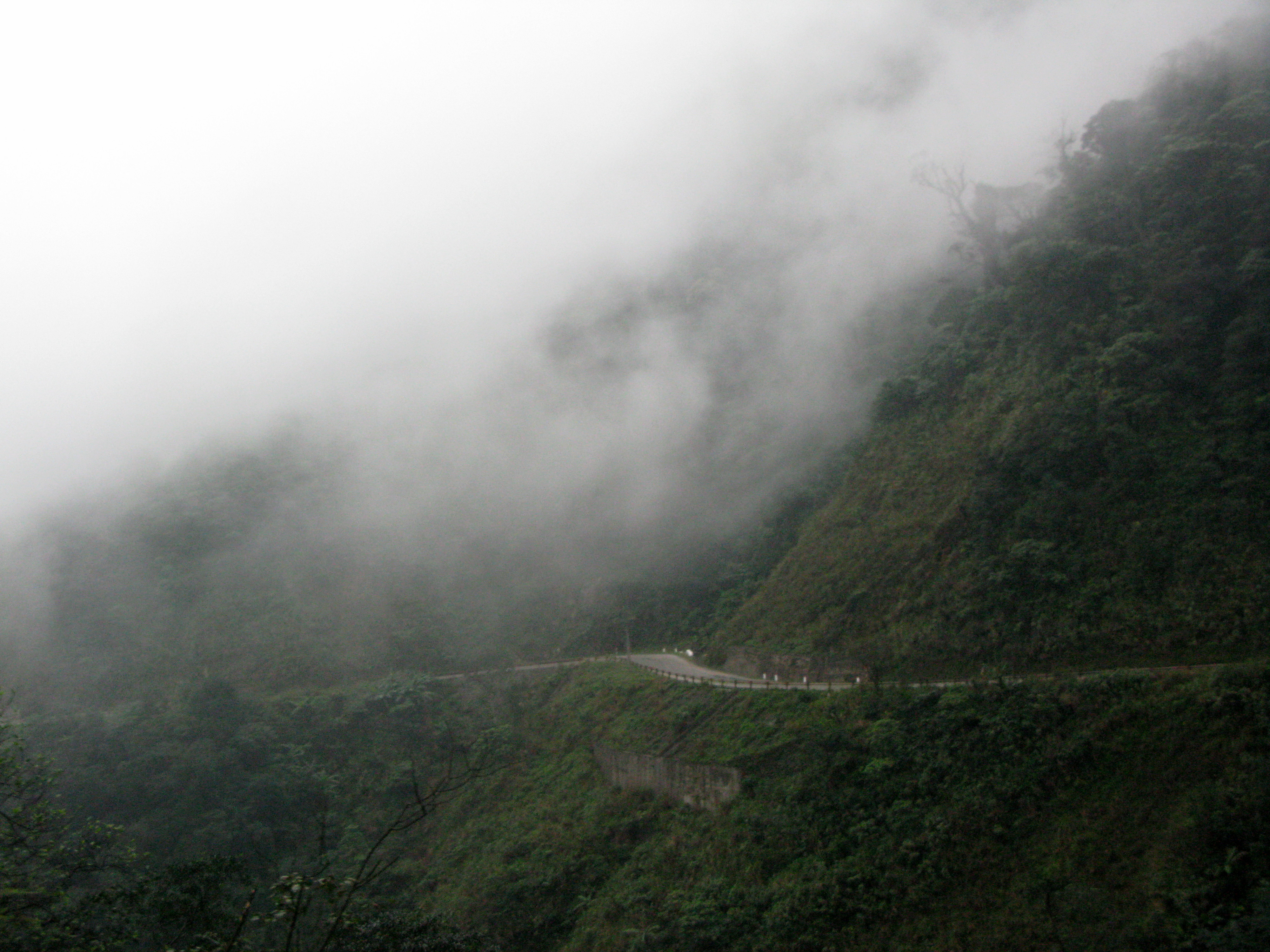
سلسلة جبال أناميتي تغطيها الضباب في فيتنام

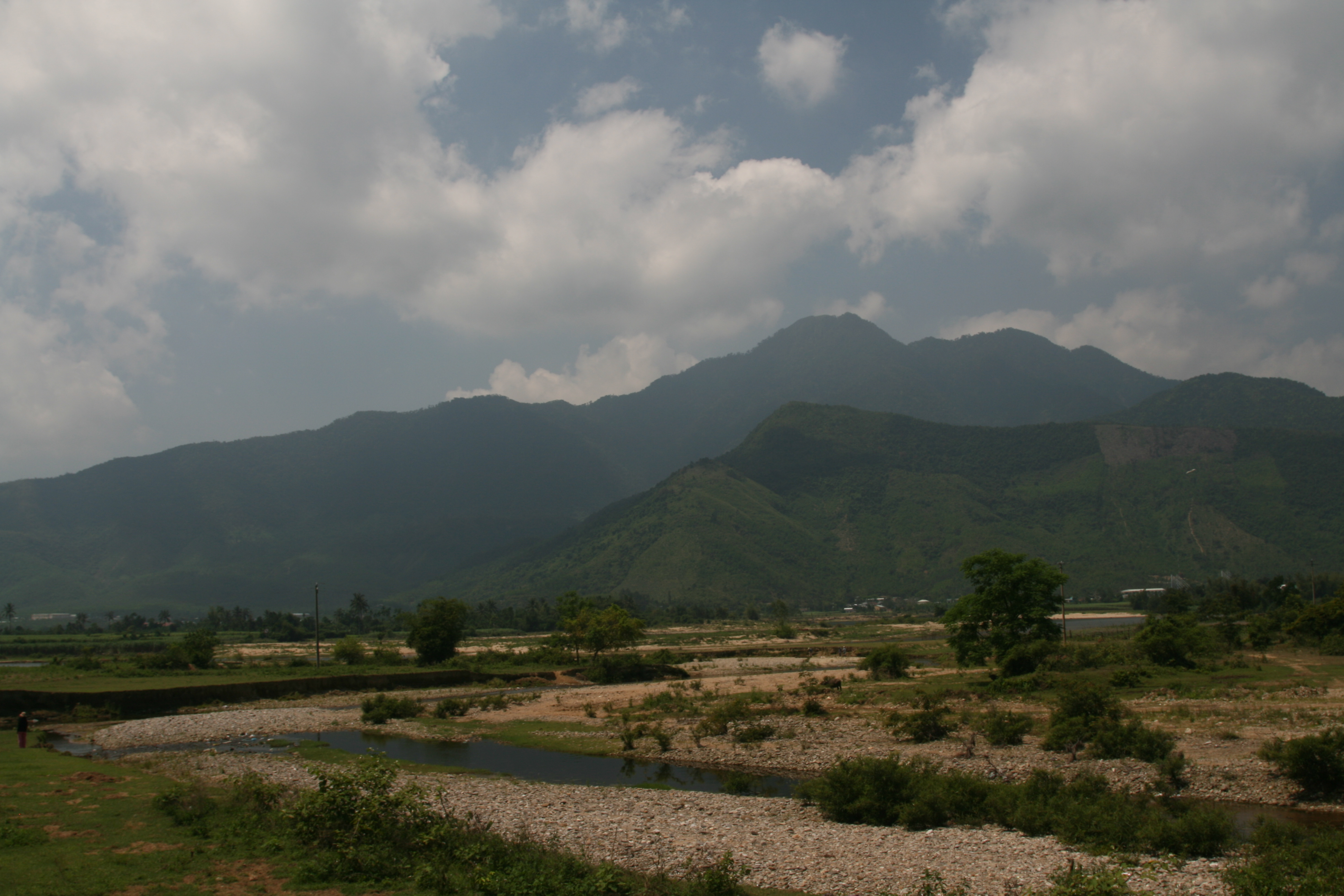
منظر من جنوب لسلسلة جبال أناميتي

جبال أناميتي أو جبال أتاميسي هي سلسلة جبال من شرق شبه الجزيرة الهندية الصينية وتمتد حوالي 1100 كيلومترا علي طريق لاوس وفيتنام ومنطقة صغيرة من شمال شرق كمبوديا تقع أعلي نقطة في جبال أناميتي علي ارتفاع 2,598 متر في فيتنام